# Lonrai
Lonrai – miejscowość i gmina we Francji, w regionie Normandia, w departamencie Orne.
Według danych na rok 1990 gminę zamieszkiwało 859 osób, a gęstość zaludnienia wynosiła 140 osób/km² (wśród 1815 gmin Dolnej Normandii Lonrai plasuje się na 263. miejscu pod względem liczby ludności, natomiast pod względem powierzchni na miejscu 789.).